# Gemma Cuervo
Gemma Cuervo de Igartua(Barcelona, España, 22 de julio de 1934) es una actriz española de teatro, cine y televisión.

## Biografía
Inició su carrera en el Teatro Español Universitario de Barcelona y debutó profesionalmente con Adolfo Marsillach en Harvey, de Mary Chace y más tarde José Tamayo Rivas la incorporó a la «Compañía Lope de Vega». En 1969 formó compañía propia junto a su marido, Fernando Guillén, y representaron obras en varias localidades españolas y fuera de España.
Su carrera sobre las tablas es larga y fructífera y abarca más de 60 años que la han convertido en una de las más prestigiosas actrices de este país.
En la década de los 70 intervino en dos radionovelas con el gran cuadro de actores de radio Madrid en los Miserables de Víctor Hugo y Resurrección de León Tolstói. Su último trabajo en un espectáculo en vivo fue interpretando a la Celestina en 2011.
Sus trabajos más conocidos por el público son sus intervenciones en televisión: Estudio 1, Médico de familia y su famoso papel de Vicenta Benito en Aquí no hay quien viva. Trabajó en la serie La que se avecina hasta la cuarta temporada (2010). 
Estuvo casada con el actor Fernando Guillén (1932-2013) con quien tuvo tres hijos; dos de ellos también actores de reconocido prestigio: Fernando y Cayetana Guillén Cuervo.

## Teatro
- Amor de don Perlimplín con Belisa en su jardín (1956), de García Lorca.
- Prisión de soledad (1957), de Diego Fabbri.
- Las palmeras de plomo (1957), de Enrique Ortenbach.
- El maniquí (1958), de David Tovias.
- No hay camino (1958) de J.M. Muñoz Pujol.
- La desconcertante señora Savage (1959) de John Patrick.
- Harvey (1959), de Mary Chase, con Adolfo Marsillach.[6]
- La visita de la vieja dama (1959), de Durrenmatt.[7]
- Don Juan Tenorio (1959), de José Zorrilla, con Irene López Heredia y Luis Prendes.
- Sentencia de muerte (1960), de Alfonso Paso, con Andrés Mejuto.[8]
- La alondra (1960), de Jean Anouilh.
- El avaro (1960), de Molière, con Carlos Lemos y Fernando Guillén.
- Julio César (1960), de Shakespeare, con Carlos Lemos y Fernando Guillén.
- Un soñador para un pueblo (1960), de Antonio Buero Vallejo.
- La Orestiada (1960) de Esquilo.
- Enrique IV (1960) de Pirandello.
- Las Meninas (1961) de Antonio Buero Vallejo.
- Otelo (1961) de William Shakespeare.
- Gog y Magog (1961) de G. Arout.
- En Flandes se ha puesto el sol (1961), de Eduardo Marquina.[9]
- Dinero (1961), de Joaquín Calvo Sotelo, con Luis Peña y Antonio Prieto.[10]
- Don Juan Tenorio (1961), de José Zorrilla.[11]
- La dama del alba (1962), de Alejandro Casona.[12]
- El alcalde de Zalamea (1962), de Calderón de la Barca.
- La barca sin pescador (1963), de Alejandro Casona.
- El pensamiento (1963), de Andreiev.
- El capitán Veneno (1963), de Alarcón, con Fernando Fernán Gómez, María Luisa Ponte y Agustín González.[13]
- La tercera palabra (1963/64), de Alejandro Casona, con Alberto Closas.[14]
- Alarma (1964), de José Antonio Giménez Arnau, con Luchy Soto y Pastor Serrador.[15]
- Los Palomos (1964), de Alfonso Paso, con Gracita Morales y José Luis López Vázquez.[16]
- Diálogos de la herejía (1964), de Agustín Gómez Arcos.[17]
- Tan alegre... tan extraño (1965), de Alfonso Paso, con Vicente Parra.
- Águila de blasón (1966), de Valle-Inclán.[18]
- Los siete infantes de Lara (1966), de Lope de Vega.[19]
- Los papillon (1967), de Pablo de la Higuera, con Fernando Delgado y Alberto de Mendoza.
- A puerta cerrada (1967), de Jean-Paul Sartre.
- La puta respetuosa (1967), de Jean-Paul Sartre.
- El rehén (1968), de Brendam Behan.
- Cara de plata (1968), de Valle-Inclán.
- El tartufo (1968), de Moliere.
- Todos eran mis hijos (1968), de Arthur Miller.
- La casa de las chivas (1968), de Jaime Salom.
- El castigo sin venganza (1968), de Lope de Vega, con Luis Prendes y Fernando Guillén.
- El malentendido (1969), de Camus, con Fernando Guillén.
- El amante y La colección (1969), de Harold Pinter.
- La vida en un hilo (1971), de Edgar Neville.
- Todo en el jardín (1970), de Edward Albee, con Fernando Guillén.[20]
- Los secuestrados de Altona (1972), de Jean-Paul Sartre, con Fernando Guillén.
- Macbett (1973), de Ionesco, con Antonio Ferrandis y Guillermo Marín.[21]
- Diseño para mi vida (1974), de Noël Coward, con Carlos Larrañaga.
- Los comuneros (1974), de Ana Diosdado, con Fernando Delgado y Enrique Diosdado.[22]
- María Estuardo (1975), de Schiller.
- Diseño para mi vida (1975), de Noël Coward.
- La Orestíada (1975), de Esquilo, con Paco Valladares y Ignacio López Tarso.
- Una vez al año (1976) de Bernard Slade.
- Julio César (1976), de Shakespeare, con Guillermo Marín y Ramón Pons.
- Los hijos de Kennedy (1977), de Robert Patrick, con María Luisa Merlo y Pedro Civera.
- Angelina o el honor de un brigadier (1978/79), de Enrique Jardiel Poncela.
- Las planchadoras (1978) de Martínez Mediero.[23]
- Siempre no es toda la vida (1979), de Santiago Moncada.
- El corto vuelo del gallo (1980), de Jaime Salom, con María Luisa Merlo y Andrés Mejuto.
- Contradanza (1980), de Francisco Ors, con Carlos Larrañaga.
- El sombrero de tres picos (1981), de Pedro Antonio de Alarcón.
- Casandra (1983), de Benito Pérez Galdós.
- La herida del tiempo (1984), de J. B. Priestley.
- El cianuro... ¿solo o con leche? (1985), de Juan José Alonso Millán, con Vicente Parra.
- Paso a paso (1986), de Richard Harris, con Aurora Bautista y Julita Martínez.
- Bodas de sangre (1986), de Federico García Lorca.
- Rudens (1987), de Plauto, con Pepe Sancho.
- Tres idiotas españolas (1987), de Lidia Falcón.
- Las damas del jueves (1988), de Loleh Bellón, con María Asquerino y Lola Cardona.
- Tríptico de los Pizarro (1990), de Tirso de Molina.
- La noche del sábado (1991), de Jacinto Benavente, con Cándida Losada y Paco Valladares.[24]
- Las brujas de Barahona (1992), de Domingo Miras, con Asunción Sancho.
- Orinoco (1993), de Emilio Carballido.
- Tres idiotas españolas (1993) de Lidia Falcón.
- La importancia de llamarse Ernesto (1996), de Oscar Wilde, con Mónica Molina y Jesús Vázquez.
- Algún día trabajaremos juntas (1996), de Josep Maria Benet i Jornet, con Encarna Paso y María Asquerino.
- El otro William (1997) de Jaime Salom.
- Algún día trabajaremos juntas (1999) de Josep Maria Benet i Jornet.
- Los invasores del palacio (2000), de Fernando Fernán Gómez.
- Sones de almendra amarga (2001).
- ¡Hay motín, compañeras! (2002), de Alberto Miralles, con Elvira Travesí y Yolanda Farr.
- La Celestina (2011), de Fernando de Rojas.[25]

## Filmografía
| Año                           | Título                                      | Dirección                                  | Personaje                     | Notas                         |
| Largometrajes y cortometrajes | Largometrajes y cortometrajes               | Largometrajes y cortometrajes              | Largometrajes y cortometrajes | Largometrajes y cortometrajes |
| ----------------------------- | ------------------------------------------- | ------------------------------------------ | ----------------------------- | ----------------------------- |
| 2024                          | Del Revés 2                                 | Kelsey Mann                                | Nostalgia (Voz doblaje)       | Largometraje de animación     |
| 2024                          | La reina del convento                       | Carmen Perona                              | Sor Rita                      | Largometraje                  |
| 2016                          | La reina de España                          | Fernando Trueba                            | La actriz mayor               | Largometraje                  |
| 2009                          | A las que duermen                           | Alfredo Medina                             | Pilar                         | Cortometraje                  |
| 2005                          | Íntimos                                     | Frank Spano                                | Madre                         | Cortometraje                  |
| 2005                          | El sueño de una noche de San Juan           | Ángel de la Cruz y Manolo Gómez            | Cleta (voz)                   | Largometraje                  |
| 2004                          | La mirada violeta                           | Nacho Pérez de la Paz y Jesús Ruiz         | Viki                          | Largometraje                  |
| 2003                          | Pacto de brujas                             | Javier Elorrieta                           | Señora Chornet                | Largometraje                  |
| 1999                          | Si lo sé no vengo (a mi propio entierro)    | Manolo Gómez                               | Madre                         | Cortometraje                  |
| 1998                          | ¡Qué vecinos tan animales!                  | Maite Ruiz de Austri                       | Sra. Cigüeña (voz)            | Largometraje                  |
| 1998                          | Me llamo Sara                               | Dolores Payás                              | Madre de Sara                 | Largometraje                  |
| 1996                          | Best Seller (El Premio)                     | Carlos Pérez Ferré                         | Adela                         | Largometraje                  |
| 1992                          | Amor y deditos del pie                      | Luís Filipe Rocha                          | Cesaltina                     | Largometraje                  |
| 1990                          | Boom Boom                                   | Rosa Vergés                                | Madre de Ángel                | Largometraje                  |
| 1979                          | La boda del señor cura                      | Rafael Gil                                 | Sra. de Cuéllar               | Largometraje                  |
| 1978                          | Partenaire                                  | Manuel Vidal                               | —                             | Cortometraje                  |
| 1978                          | Tres en raya                                | Francisco Roma                             | —                             | Largometraje                  |
| 1977                          | Dos hombres y, en medio, dos mujeres        | Rafael Gil                                 | Carmen                        | Largometraje                  |
| 1976                          | Secuestro                                   | León Klimovsky                             | Silvia                        | Largometraje                  |
| 1976                          | Adulterio a la española                     | Arturo Marcos                              | Luisa                         | Largometraje                  |
| 1975                          | El adúltero                                 | Tito Fernández                             | Amparo                        | Largometraje                  |
| 1974                          | Odio mi cuerpo                              | León Klimovsky                             | Lydia Berger                  | Largometraje                  |
| 1974                          | Señora doctor                               | Mariano Ozores                             | Rosa                          | Largometraje                  |
| 1972                          | Las colocadas                               | Pedro Masó                                 | Teresa                        | Largometraje                  |
| 1971                          | La primera entrega de una mujer casada      | Angelino Fons                              | —                             | Largometraje                  |
| 1971                          | Rain for a Dusty Summer                     | Arthur Lubin                               | Loreto                        | Largometraje                  |
| 1971                          | Vente a Alemania, Pepe                      | Pedro Lazaga                               | María                         | Largometraje                  |
| 1969                          | Historia de una chica sola                  | Jorge Grau                                 | —                             | Largometraje                  |
| 1967                          | Los chicos del Preu                         | Pedro Lazaga                               | Sra. de Alcaraz               | Largometraje                  |
| 1967                          | Camerino sin biombo                         | José María Zabalza                         | —                             | Largometraje                  |
| 1966                          | Operación Silencio                          | Maurice Cloche y Silvio Siano              | Solange                       | Largometraje                  |
| 1965                          | Vivir al sol                                | Germán Lorente                             | —                             | Largometraje                  |
| 1965                          | ¿Por qué seguir matando?                    | José Antonio de la Loma y Edoardo Mulargia | Pilar López                   | Largometraje                  |
| 1965                          | La dama de Beirut                           | Ladislao Vajda                             | Amparo                        | Largometraje                  |
| 1965                          | El mundo sigue                              | Fernando Fernán Gómez                      | Luisita                       | Largometraje                  |
| 1965                          | Conozca usted España: Albergues y paradores | José Luis Borau                            | —                             | Cortometraje                  |
| 1964                          | El escándalo                                | Javier Setó                                | —                             | Largometraje                  |
| 1956                          | La vida es maravillosa                      | Pedro Lazaga                               | —                             | Largometraje                  |

## Trayectoria en televisión
| Año                                        | Título                      | Canal                  | Personaje               | Notas                                    |
| Series y programas                         | Series y programas          | Series y programas     | Series y programas      | Series y programas                       |
| ------------------------------------------ | --------------------------- | ---------------------- | ----------------------- | ---------------------------------------- |
| 2017                                       | Cuéntame cómo pasó          | La 1                   | Amalia                  | 1 capítulo, episodio 18×07, capítulo 317 |
| 2007-2010                                  | La que se avecina           | Telecinco              | María Teresa Valverde   | 51 capítulos, 4 temporadas               |
| 2007                                       | Planta 25                   | Canal Nou y Telemadrid | Amelia                  | 2 capítulos                              |
| 2005                                       | El show de la 3             | Antena 3               | Vicenta Benito Valbuena | Película para televisión                 |
| 2005                                       | A tortas con la vida        | Antena 3               | Vicenta Benito Valbuena | 1 capítulo, episodio 1×11                |
| 2003-2006                                  | Aquí no hay quien viva      | Antena 3               | Vicenta Benito Valbuena | 90 capítulos y 5 temporadas              |
| 2001                                       | Paraíso                     | La 1                   | Marta                   | 1 capítulo, episodio 2×06, capítulo 19   |
| 1999                                       | Un Millán de cosas          | Telecinco              | —                       | 1 capítulo                               |
| 1998                                       | Periodistas                 | Telecinco              | Consuelo Moreno         | 1 capítulo, episodio 2×15, capítulo 28   |
| 1996                                       | El sexólogo                 | La 1                   | —                       | 1 capítulo, episodio 1×08                |
| 1995-1999                                  | Médico de familia           | Telecinco              | Consuelo Moreno         | 63 capítulos y 9 temporadas              |
| 1994-1995                                  | Villarriba y Villabajo      | La 1                   | Perpetua                | 7 capítulos                              |
| 1994                                       | El día que me quieras       | La 2                   | Luisa                   | 1 capítulo, episodio 1×05                |
| 1994                                       | Prêt-a-porter               | TV3 y La 1             | —                       | 1 capítulo, episodio 1×05                |
| 1994                                       | Colegio mayor               | Telemadrid             | Magdalena               | 1 capítulo, episodio 1×02                |
| 1993                                       | Noches de gala              | La 1                   | Varios personajes       | 4 capítulos                              |
| 1986                                       | Bodas de sangre             | La 2                   | La madre                | —                                        |
| 1986                                       | Segunda enseñanza           | La 1                   | —                       | 1 capítulo, episodio 1×07                |
| 1984                                       | La pasión de Isabela        | Las Estrellas          | Zoraida                 | 2 capítulos, episodio 1×01-1×02          |
| 1983                                       | La Celestina                | La 1                   | Elicia                  | Miniserie para televisión, 3 capítulos   |
| 1975                                       | El teatro                   | TVE                    | Frieda                  | 1 capítulo                               |
| 1973                                       | Luisa Fernanda              | TVE                    | Carolina                | Película para televisión                 |
| 1970                                       | Pequeño estudio             | La 1                   | Embajadora              | 1 capítulo                               |
| 1968                                       | Detrás del telón            | TVE                    | —                       | 8 capítulos                              |
| 1967                                       | Historias naturales         | La 1                   | Graciela                | 1 capítulo                               |
| 1967                                       | Teatro de siempre           | La 2                   | —                       | 2 capítulos                              |
| 1967                                       | Luz verde                   | TVE                    | —                       | 1 capítulo                               |
| 1967                                       | Los encuentros              | TVE                    | Raquel                  | 1 capítulo                               |
| 1967                                       | La familia Colón            | La 1                   | Julia                   | 3 capítulos                              |
| 1967                                       | Angelino Pastor             | La 1                   | —                       | 1 capítulo                               |
| 1966                                       | Tiempo y hora               | La 1                   | Laura                   | 2 capítulos                              |
| 1966                                       | El tercer rombo             | La 1                   | —                       | 3 capítulos                              |
| 1966                                       | Por los caminos de España   | La 1                   | —                       | —                                        |
| 1966                                       | Tengo un libro en las manos | La 1                   | Gerónima                | 2 capítulos                              |
| 1966                                       | La pequeña comedia          | La 1                   | —                       | 1 capítulo                               |
| 1966                                       | Diego de Acevedo            | La 1                   | Duquesa de Alba         | 2 capítulos                              |
| 1966-1967                                  | Historias para no dormir    | La 1                   | Catalina                | 2 capítulos                              |
| 1965-1967, 1969-1970, 1972-1973, 1978-1979 | Estudio 1                   | La 1                   | Varios personajes       | 19 capítulos                             |
| 1964                                       | Historias de mi barrio      | La 1                   | —                       | 1 capítulo                               |
| 1964                                       | Solo una mujer              | La 1                   | Carmencita Fernández    | 1 capítulo                               |
| 1963-1964                                  | Estudio 3                   | La 1                   | Doreen                  | 2 capítulos                              |
| 1963-1965                                  | Primera fila                | La 1                   | Wendy                   | 4 capítulos                              |
| 1963-1965                                  | Gran teatro                 | La 1                   | Abigail Williams        | 2 capítulos                              |
| 1963-1967, 1973                            | Novela                      | La 1                   | Varios personajes       | 16 capítulos                             |
| 1963                                       | Teatro de familia           | La 1                   | —                       | 1 capítulo                               |

| Año                          | Título                                                              | Canal / Medio                | Notas                                                   |
| Como invitada o presentadora | Como invitada o presentadora                                        | Como invitada o presentadora | Como invitada o presentadora                            |
| ---------------------------- | ------------------------------------------------------------------- | ---------------------------- | ------------------------------------------------------- |
| 2024                         | Mapa a Pandataria                                                   | CaixaForum                   | Documental. Invitada                                    |
| 2021                         | ¡Atención obras!                                                    | La 2                         | Programa de televisión. Invitada                        |
| 2021                         | XXIV Premios Max de las Artes Escénicas                             | La 2                         | Gala de premios. Invitada y premiada                    |
| 2019                         | Deluxe                                                              | Telecinco                    | Programa de televisión. Invitada                        |
| 2018                         | Viva la vida                                                        | Telecinco                    | Programa de televisión. Invitada                        |
| 2016                         | MasterChef Celebrity                                                | La 1                         | Programa de televisión. Invitada                        |
| 2015                         | Historia de nuestro cine                                            | La 2                         | Programa de televisión. Invitada                        |
| 2015                         | Imprescindibles                                                     | La 2                         | Programa de televisión. Invitada                        |
| 2015                         | El mundo sigue: La resurreción de una obra maestra del cine español | —                            | Especial con motivo del 50.⁰ aniversario de la película |
| 2015                         | XXX edición de los Premios Goya                                     | La 1                         | Gala de premios. Invitada                               |
| 2014                         | XVII Premios Max de las Artes Escénicas                             | La 2                         | Presentadora de la gala de premios                      |
| 2013                         | XIV edición de los Premios Iris                                     | La 2                         | Gala de premios. Invitada                               |
| 2011                         | ¡Qué tiempo tan feliz!                                              | Telecinco                    | Programa de televisión. Invitada                        |
| 2010                         | Volver con...                                                       | La 1                         | Programa de televisión. Invitada                        |
| 2009                         | La noche en Paz                                                     | Telecinco                    | Gala de televisión. Invitada                            |
| 2008                         | XIII Premios Cinematográficos José María Forqué                     | La 2                         | Gala de premios. Invitada                               |
| 2008                         | 52.ª edición de los Premios Sant Jordi de Cinematografía            | La 2                         | Gala de premios. Invitada                               |
| 2007                         | Noche Hache                                                         | Cuatro                       | Programa de televisión. Invitada                        |
| 2007                         | XII Premios Cinematográficos José María Forqué                      | La 2                         | Gala de premios. Invitada                               |
| 2007, 2008, 2011 y 2023      | Versión española                                                    | La 2                         | Programa de televisión. Invitada                        |
| 2006                         | XX edición de los Premios Goya                                      | La 1                         | Gala de premios. Invitada                               |
| 2004                         | Premios TP de Oro 2004                                              | Antena 3                     | Gala de premios. Invitada                               |
| 2004                         | Cada día                                                            | Antena 3                     | Programa de televisión. Invitada                        |
| 2004                         | Pelopicopata                                                        | Antena 3                     | Programa de televisión. Invitada                        |
| 2004                         | ¿Dónde estás, corazón?                                              | Antena 3                     | Programa de televisión. Invitada                        |
| 2004                         | Premios TP de Oro 2003                                              | Antena 3                     | Gala de premios. Invitada                               |
| 2004, 2010 y 2011            | Pasapalabra                                                         | Antena 3 y Telecinco         | Programa de televisión. Invitada                        |
| 2000 y 2011                  | Cine de barrio                                                      | La 1                         | Programa de televisión. Invitada                        |
| 1999                         | Nit d'arts                                                          | TV3                          | Programa de televisión. Invitada                        |
| 1999                         | I edición de los Premios ATV                                        | La 1                         | Gala de premios. Invitada                               |
| 1998                         | Crónicas marcianas                                                  | Telecinco                    | Programa de televisión. Invitada                        |
| 1998                         | Lo + Plus                                                           | Canal+                       | Programa de televisión. Invitada                        |
| 1996                         | X edición de los Premios Goya                                       | La 1                         | Gala de premios. Invitada                               |
| 1995                         | Un sueño de cine. Homenaje a Ana Belén                              | La 1                         | Programa de televisión. Invitada                        |
| 1993                         | Viéndonos                                                           | La 1                         | Programa de televisión. Invitada                        |
| 1993                         | Sabor a Lolas                                                       | Antena 3                     | Programa de televisión. Invitada                        |
| 1992                         | ¡Hola Raffaella!                                                    | La 1                         | Programa de televisión. Invitada                        |
| 1991                         | La Palmera                                                          | La 1                         | Programa de televisión. Invitada                        |
| 1990                         | Waku Waku                                                           | La 1                         | Programa de televisión. Invitada                        |
| 1990                         | Domingo en rojo                                                     | Antena 3                     | Programa de televisión. Invitada                        |
| 1987                         | Fin de siglo                                                        | La 2                         | Programa de televisión. Invitada                        |
| 1987                         | Terenci a la fresca                                                 | La 2 Cataluña                | Programa de televisión. Invitada                        |
| 1981                         | El actor y sus personajes                                           | La 1                         | Programa de televisión. Invitada                        |

## Premios y nominaciones
| Año  | Premios                                                                 | Categoría                                                                                                  | Por | Resultado |
| ---- | ----------------------------------------------------------------------- | --- | --- | --------- |
| 2024 | Premio Fundación Amigos de los Mayores 2024                             | Premio a la Trayectoria y a la Vida Plena                                                                  | Premio a la Trayectoria y a la Vida Plena                                                                   | Ganadora  |
| 2024 | LXVIII edición de los Premios Sant Jordi                                | Premio a la Trayectoria                                                                                    | Premio a la Trayectoria                                                                                     | Ganadora  |
| 2024 | Premios de la Unión de Actores y Actrices (Unión de Actores y Actrices) | Premio a la Trayectoria                                                                                    | Premio a la Trayectoria                                                                                     | Ganadora  |
| 2024 | Ministerio de Cultura (Gobierno de España)                              | Medalla de Oro al Mérito en las Bellas Artes                                                               | Medalla de Oro al Mérito en las Bellas Artes                                                                | Ganadora  |
| 2021 | Premios Max (SGAE)                                                      | Premio Max de Honor                                                                                        | En Reconocimiento a su Trayectoria Teatral                                                                  | Ganadora  |
| 2020 | Federación Española de Teatro Universitario                             | Premio a Toda una Vida Dedicada al Teatro                                                                  | Premio a Toda una Vida Dedicada al Teatro                                                                   | Ganadora  |
| 2019 | Asociación Europea de Economía y Competitividad                         | Medalla Europea al Mérito en el Trabajo                                                                    | Medalla Europea al Mérito en el Trabajo                                                                     | Ganadora  |
| 2018 | Gobierno de la Comunidad de Madrid                                      | Medalla de Plata                                                                                           | Medalla de Plata                                                                                            | Ganadora  |
| 2018 | Fundación AISGE                                                         | Premio Actúa                                                                                               | Premio Actúa                                                                                                | Ganadora  |
| 2011 | Premios Ercilla                                                         | Por Toda una Trayectoria Profesional en el Mundo del Espectáculo                                           | Por Toda una Trayectoria Profesional en el Mundo del Espectáculo                                            | Ganadora  |
| 2005 | Premio Júbilo                                                           | Premio Júbilo                                                                                              | Compartido con Emma Penella y Mariví Bilbao                                                                 | Ganadora  |
| 2004 | Premios de la Unión de Actores y Actrices (Unión de Actores y Actrices) | Mejor actriz de reparto de televisión                                                                      | Aquí no hay quien viva                                                                                      | Nominada  |
| 1999 | Ayuntamiento de Madrid                                                  | Premio Imagen Mayor del Año                                                                                | Compartido con Luis Barbero y Pedro Peña                                                                    | Ganadora  |
| 1980 | Premios Mayte                                                           | Premios Mayte de Teatro                                                                                    | Premios Mayte de Teatro                                                                                     | Candidata |
| 1977 | Premios Mayte                                                           | Premios Mayte de Teatro                                                                                    | Premios Mayte de Teatro                                                                                     | Candidata |
| 1973 | Premio José Zorrilla (Premios de Teatro de Valladolid)                  | Mejor Empresa Teatral de la Temporada 1972-73                                                              | Compañía Gemma Cuervo-Fernando Guillén                                                                      | Ganadores |
| 1972 | Premio Nacional de Teatro (Ministerio de Cultura, Gobierno de España)   | A la Mejor Campaña Realizada por Compañías Profesionales de Carácter Empresarial de la Temporada 1971-1972 | Compañía Gemma Cuervo-Fernando Guillén por Los secuestrados de Altona y La vida en un hilo de Edgar Neville | Ganadores |
| 1968 | Ayuntamiento de Valladolid                                              | Medalla de Oro de Valladolid                                                                               | Por su interpretación en A puerta cerrada                                                                   | Ganadora  |
| 1967 | Premios Ondas                                                           | Nacionales de televisión: Mejor Actriz de TVE                                                              | Nacionales de televisión: Mejor Actriz de TVE                                                               | Ganadora  |
| 1965 | Premio Nacional de Teatro (Ministerio de Cultura, Gobierno de España)   | Mejor Actriz                                                                                               | Mejor Actriz                                                                                                | Ganadora  |